# Windorah
Windorah est une localité australienne située dans le comté de Barcoo au Queensland. Elle compte 104 habitants en 2021.

## Géographie

La Thomson Developmental Road rejoint la Diamantina Developmental Road à Windorah.

Windorah se situe 1 200 km à l'ouest de Brisbane et 35 km en aval du confluent des rivières Thomson et Barcoo formant le Cooper Creek. 
La localité couvre une superficie de 60 901 km2[réf. nécessaire].
Elle est desservie par l'aéroport de Windorah (en).
Le Cooper Creek parcourt un paysage de rochers, de collines de sable et de plaines de terre noire, avec un débit très variable, provoquant des inondations les années humides et se réduisant à quelques points d'eau les années sèches.
Identifiée par Birdlife International comme zone importante pour la conservation des oiseaux, la « Cooper Floodplain below Windorah (en) » est une zone inondable fréquentée par les oiseaux aquatiques en cas d'inondation.

## Démographie
Windorah passe de 158 habitants en 2006 à 115 habitants en 2016 dont 20.5% s'identifient comme autochtones[réf. souhaitée].
Au recensement de 2021, Windorah compte 104 habitants.

## Activités et services
L'élevage au pâturage des moutons et des bovins est l'activité principale du district. L'industrie pétrolière et gazière s'est cependant développée récemment dans la région. De plus, de nombreux habitants travaillent pour le comté de Barcoo ou pour la barrière à dingos[réf. nécessaire].
Considérée comme « le cœur du Channel Country (en) »[réf. souhaitée], Windorah accueille chaque année depuis 2018 une course d'écrevisses au profit du Royal Flying Doctor Service et d'autres organismes communautaires ou de bienfaisance.
Organisée le premier week-end de septembre pour profiter de l'affluence des visiteurs en route pour les célèbres courses de Birdsville, la course d'écrevisses de Windorah a simplement lieu dans la rue en face de l'hôtel. Jusqu'à dix yabbies sont placés au centre d'un ring, le gagnant est le premier à atteindre le périmètre du ring à deux mètres de là.
Windorah dispose d'un hippodrome, d'une salle municipale et d'un musée ainsi que d'une bibliothèque gérée par le comté.
Il y a également sur place un centre de soin infirmier et un poste de police.

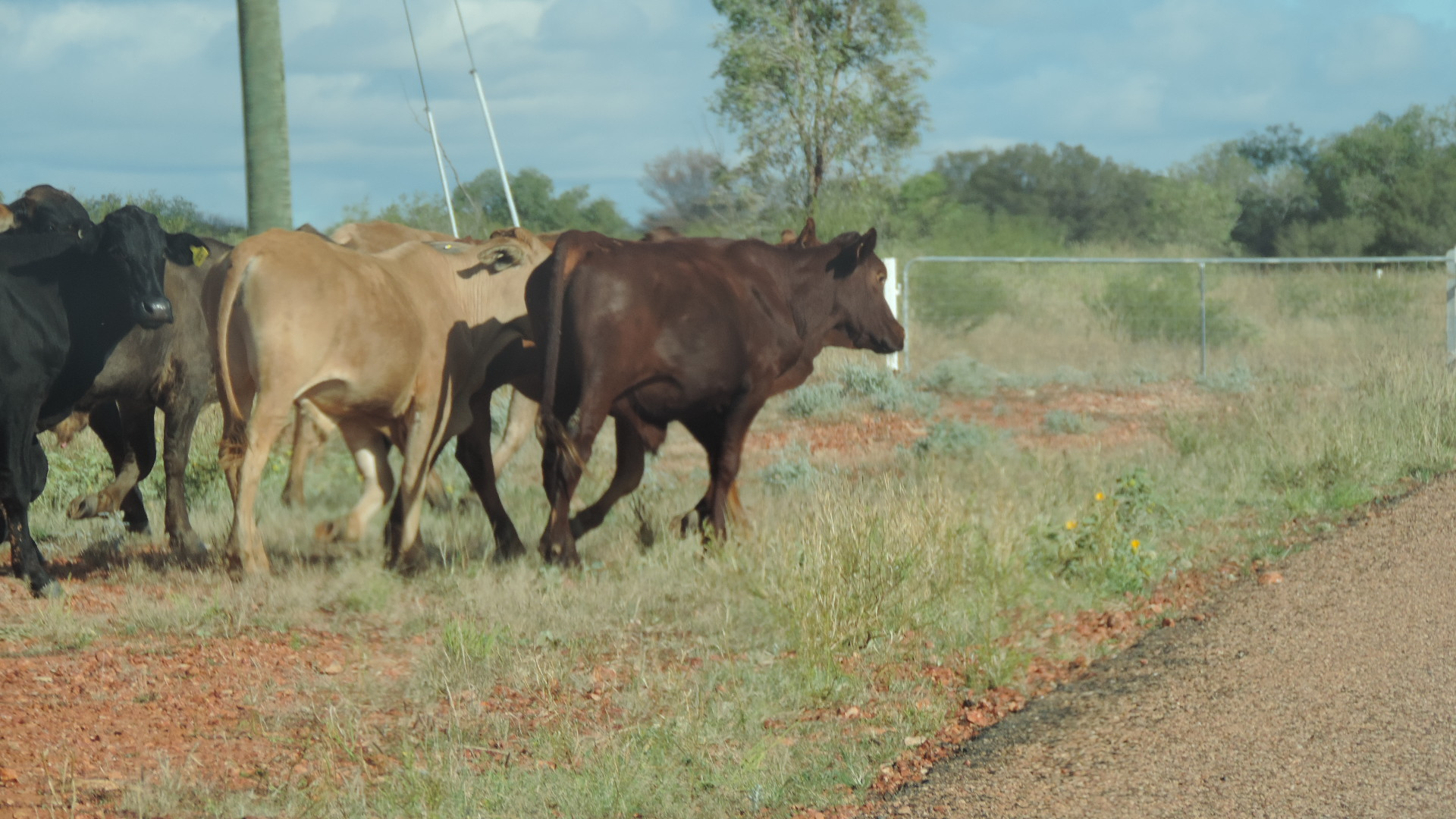
Bovins traversant la route de développement Thomson au nord de Windorah en 2019.
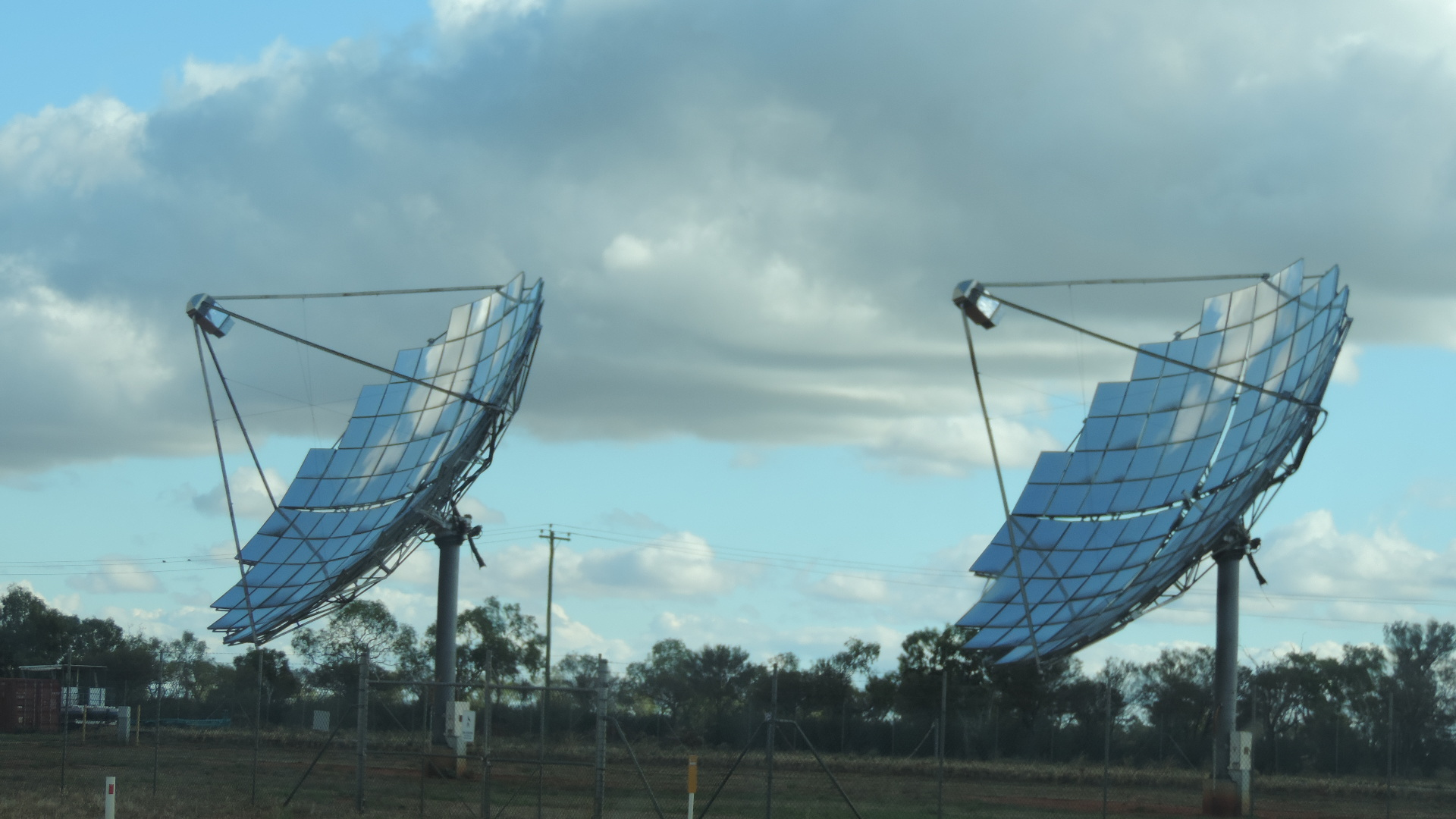
La ferme solaire de Windorah (en).
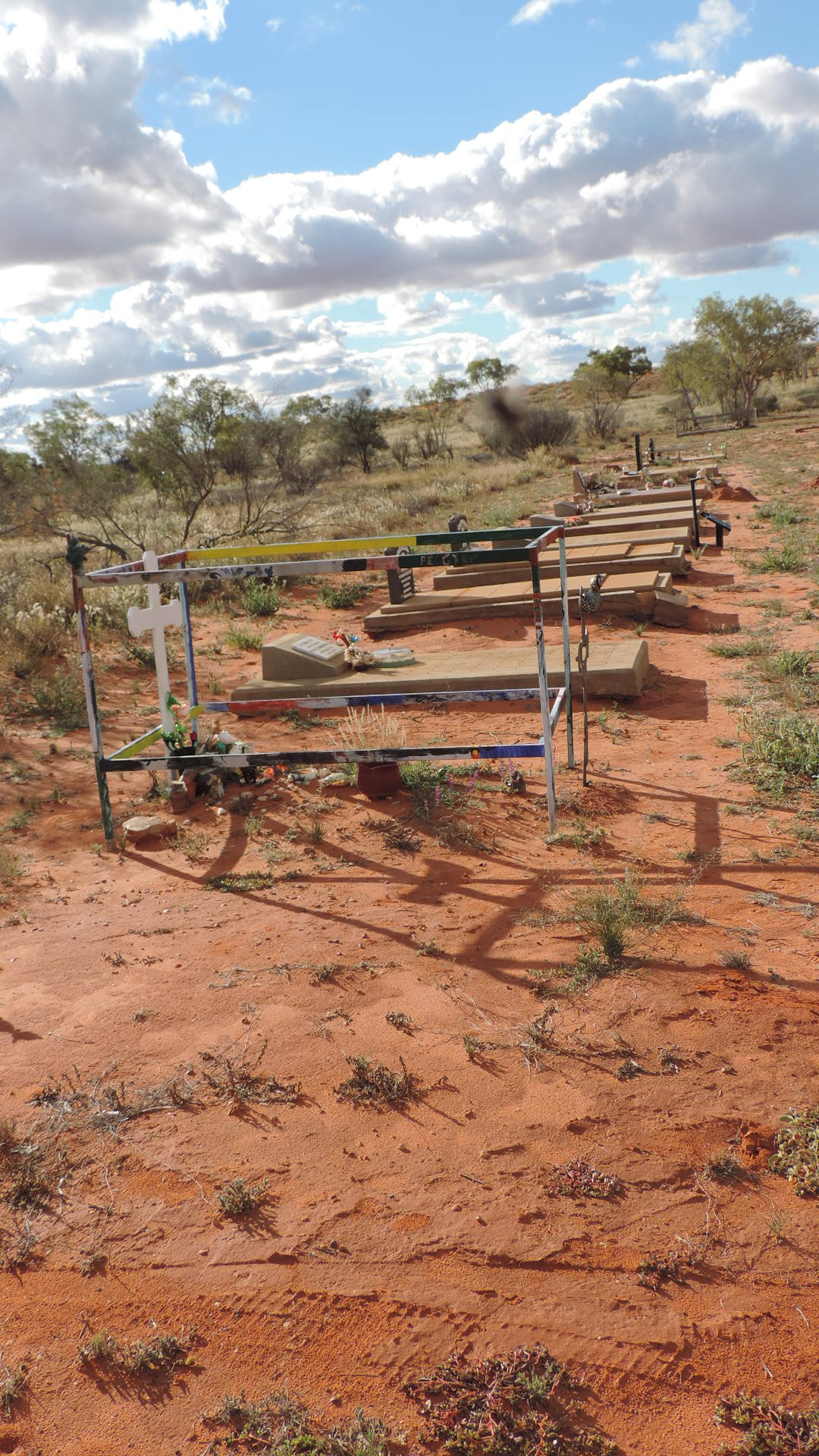
Le cimetière.

## Hameaux

### Canterbury
Pour les articles homonymes, voir Canterbury (homonymie).
Canterbury est un ancien hameau rattaché administrativement à Windorah.
Situé 80 km à l'ouest de Windorah sur la route Diamantina Developmental Road (en), ce hameau abandonné est également connu sous le nom de «  JC Hotel Ruins  ».
Canterbury a disposé d'un bureau de poste ouvert le 1er janvier 1891 resté en fonction jusqu'en 1920.